# Jacopo Antonio Morigia
Jacopo Antonio Morigia o Giacomo Antonio o Moriggia a seconda delle trascrizioni (al secolo Giovanni Ippolito Morigia; Milano, 23 febbraio 1633 – Pavia, 8 ottobre 1708) è stato un cardinale e arcivescovo cattolico italiano, primo esponente dell'ordine barnabita ad essere eletto Cardinale.

## Biografia
Appartenente alla nobile famiglia Moriggia, era entrato nell'ordine dei Barnabiti nel 1651. Studioso di filosofia e teologia, fu anche lettore universitario a Macerata e a Milano. Fu proposto come Superiore Generale del suo ordine, ma vi rinunciò. Nel 1674 arrivò in Toscana alla corte del granduca Cosimo III, governante di accentuata sensibilità religiosa, dove il Morigia fu consulente di teologia e precettore del figlio del granduca Ferdinando.
Dopo essere stato nominato vescovo di San Miniato nel settembre del 1681, venne trasferito a Firenze, con nomina del 15 febbraio 1683. Fece ingresso in città il successivo 6 aprile. Vi tenne due sinodi, nel 1691 e nel 1699. Riformò inoltre la curia arcivescovile e compì una minuziosa visita pastorale nelle parrocchie.
Notevole fu anche la sua contemporanea attività presso la curia romana: il 15 luglio 1692 fu nominato assistente al Soglio pontificio, e partecipò al concistoro del 19 dicembre 1698.
Il 19 dicembre 1698 venne nominato cardinale da papa Innocenzo XII con il titolo di Santa Cecilia. Il 20 aprile 1699 fu nominato arciprete della Basilica patriarcale Liberiana.
Intanto a Firenze maturò dei dissidi con il Granduca, che lo portarono a rinunciare alla sede non volendo egli acutizzarli (28 ottobre 1699). Partecipò alle celebrazioni per l'Anno Santo del 1700 e tra il 9 e il 23 novembre prese parte al Conclave che elesse papa Clemente XI. Poco tempo dopo (24 gennaio 1701) fu nominato vescovo di Pavia (pur mantenendo il titolo personale di arcivescovo), dove morì 7 anni dopo, venendo sepolto nella Cattedrale.

## Genealogia episcopale e successione apostolica
La genealogia episcopale è:
- Cardinale Scipione Rebiba
- Cardinale Giulio Antonio Santori
- Cardinale Girolamo Bernerio, O.P.
- Arcivescovo Galeazzo Sanvitale
- Cardinale Ludovico Ludovisi
- Cardinale Luigi Caetani
- Cardinale Ulderico Carpegna
- Cardinale Paluzzo Paluzzi Altieri degli Albertoni
- Cardinale Gaspare Carpegna
- Cardinale Jacopo Antonio Morigia, B.

La successione apostolica è:
- Arcivescovo Tommaso Vidoni (1691)
- Vescovo Francesco Antonio Gaudiosi, O.P. (1699)
- Vescovo Giovanni Giuseppe Bonaventura (1699)
- Vescovo Paolo Andrea Borelli, B. (1700)